# Dasypsyllus gallinulae
La pulga de la gallineta (Dasypsyllus gallinulae) es una pulga originaria de América del Sur. Ahora está muy extendido a nivel mundial. Es una pulga grande, fácilmente identificable porque el macho tiene dos espinas en forma de cuerno en una de las aletas genitales, y la hembra tiene una "mordida" profunda en el séptimo esternón del cuerpo de los artrópodos.
Se encuentra en nidos de pájaros y es probable que también se encuentre en el cuerpo de los pájaro, que normalmente se encuentra en el nido. Los numerosos anfitriones de la pulga incluyen la gallineta común, el urogallo, el petirrojo europeo, el reyezuelo, el carbonero común, el trepador de árboles euroasiático y los mirlos.